# Kijirō Nambu
Kijirō Nambu (南部 麒次郎, Nambu Kijirō) (22 septembre 1869 - 1er mai 1949) est un lieutenant-général de l'armée impériale japonaise, fondateur de la compagnie de manufacture d'armes Nambu, fabricante de nombreuses armes utilisées par les forces japonaises durant la Seconde Guerre mondiale. Concepteur prolifique d'armes, il est parfois surnommé le « John Browning du Japon ». Il est décoré de l'ordre du Trésor sacré (2e classe) en 1914.

## Biographie
Fils cadet d'un ancien samouraï servant le clan Nabeshima, Nambu est né au domaine de Saga en 1869 (actuelle préfecture de Saga). Sa mère meurt peu après sa naissance et comme son père connait des difficultés financières, il est envoyé être élevé par un marchand local. En travaillant dur et grâce à sa détermination, il intègre la 2e promotion de l'académie de l'armée impériale japonaise à 20 ans. À 23 ans, il est nommé lieutenant d'artillerie.
En 1897, Nambu est affecté à l'arsenal de Tokyo et travaille auprès du concepteur d'armes réputé Arisaka Nariakira sur le fusil Type 30 (en) puis sur le revolver Type 26. Il est ensuite promu major et reçoit l'ordre de développer un pistolet semi-automatique pour l'armée. Sa conception, un pistolet de 8mm, est la première version du fameux Nambu type 14 et est achevé en 1902. Nambu construit une version 7mm plus petite et légère en 1907. L'arme est louée par le ministre de l'Armée Terauchi Masatake, mais l'armée japonaise ne met pas en place la production en raison de coûts élevés. La plus grande version est finalement adoptée par les forces navales spéciales japonaises de la marine impériale japonaise, et la plus petite est vendue commercialement à des acheteurs privés.
Le pistolet Type 14 est une version améliorée de celle de 1902, similaire en dimensions et en performance. Il équipe les sous-officiers (tandis que les officiers supérieurs achètent eux-mêmes leur propre pistolet). Il devient le pistolet le plus utilisé de l'armée. La plupart des armes sont produites à l'arsenal de Tokyo et le reste par la Tokio Gasu Denky. La production du Type 14 dure jusqu'à la fin de la Seconde Guerre mondiale en 1945. Le nombre total produit est estimé à environ 200 000 pour toutes les versions.
Pendant sa période au site de manufacture de fusils pour l'armée (plus tard appelé arsenal de Kokura), Nambu développe la mitrailleuse lourde Type 3 (en) en 1914 et la mitrailleuse légère Type 11 en 1922. La même année, Nambu est promu lieutenant-général et nommé responsable de l'arsenal d'artillerie de Tokyo. Il réorganise l'arsenal en 1923 et est nommé commandant de l'arsenal d'explosifs et de l'institut militaire de recherche scientifique. En 1924, il se retire du service actif.
Nambu fonde la compagnie de manufacture d'armes Nambu à Tokyo en 1927 avec le soutien financier du zaibatsu Okura. Il reçoit de nombreux contrats de l'armée et de la marine japonaises pour des pistolets, des mitrailleuses légères et lourdes, et également pour tester et évaluer de nombreuses armes étrangères. Cela inclut la mitrailleuse lourde Type 92, le pistolet type 94, le pistolet-mitrailleur type 2, le pistolet-mitrailleur Type 100 et la production sous licence de la mitrailleuse légère Type 99.
Lors de la capitulation du Japon, Nambu annonce que sa compagnie cesse la production d'armes, cependant, ses installations sont réquisitionnées par les forces d'occupation américaines et continuent de produire de matériel (sous le nom de Industries Shin-Chuō) pour la police et les forces de sécurité nationales du Japon d'après-guerre, précurseurs des actuelles forces japonaises d'autodéfense. Nambu meurt en 1949 et sa compagnie est absorbée par le fabricant de matériel de précision Minebea Co.

## Armes
- Pistolets Types A, B et 14
- Nambu Type 94
- Pistolet-mitrailleur Type 100
- Mitrailleuse lourde Type 3 (en)
- Mitrailleuse lourde Type 92
- Mitrailleuse légère Type 11
- Mitrailleuse légère Type 96
- Fusil-mitrailleur Type 97
- Mitrailleuse légère Type 99